# Hypaeus bivittatus
Hypaeus bivittatus är en spindelart som beskrevs av Lodovico di Caporiacco 1947. Hypaeus bivittatus ingår i släktet Hypaeus och familjen hoppspindlar. Inga underarter finns listade i Catalogue of Life.